# Jevgenij Ljatskij
Jevgenij Aleksandrovitj Ljatskij (på ryska Евгений Александрович Ляцкий), född 1868 i Minsk, död 7 juli 1942 i Prag, var en rysk litteraturforskare.
Ljatskij var från 1921 professor i Prag. Han vistades vid tiden efter första världskriget i Stockholm som redaktör för bokförlaget Severnyje ogni (Norrsken) vilket utgav värdefulla ryska böcker (sagor, folkepik med mera). Bland hans arbeten märks en monografi över Ivan Gontjarov på ryska 1920.